# Die Werkstürmer
Die Werkstürmer ist ein österreichischer Film von Andreas Schmied und dessen Spielfilmdebüt.

## Handlung
Die Arbeiter des Stahlwerkes Falkendorf protestieren gegen die rigorosen Lohnvorgaben der neuen Geschäftsführung. Als plötzlich seine Exfreundin Babs als Gewerkschaftsanwältin in den Ort zurückkehrt, kämpft auch Schlitzohr Patrick Angerer an vorderster Front – nicht nur, um ihr zu beweisen, dass sein Leben nicht nur aus Fußball und Wirtshaus besteht.

## Produktion
Gedreht wurde im Sommer 2012 in Eisenerz, Radmer und Wien. Der Film greift Probleme der ehemaligen Hauptstadt der steirischen Eisenstraße auf, die seit Jahrzehnten unter Einwohnerschwund leidet. Der Film war mit 43.218 Besuchern der erfolgreichste österreichische Spielfilm des Jahres 2013.